# Сіліштя-Дялулуй
Сіліштя-Дялулуй (рум. Siliștea Dealului) — село у повіті Прахова в Румунії. Входить до складу комуни Філіпештій-де-Педуре.
Село розташоване на відстані 71 км на північний захід від Бухареста, 26 км на захід від Плоєшті, 71 км на південь від Брашова.

## Населення
За даними перепису населення 2002 року у селі проживали 68 осіб, усі — румуни. Усі жителі села рідною мовою назвали румунську.